# Августинович, Якуб Стефан
Якуб Стефан Августинович (пол.  Jakub Stefan Augustynowicz; 30 декабря 1701, Львов — 11 января 1783, Львов, Русское воеводство, Королевство Польское) — священнослужитель, архиепископ львовский армянской католической церкви (1751—1783). Доктор богословия и философии.

## Биография
Родился в знатной армянской семье герба Одровонж. Его дядей был Архиепископ Ян Тобиаш Августинович.
С детства имел склонность к богословию.
Обучался в Папском колегиум театинцев во Львове.  Благодаря покровительству своего дяди в 1719 году отправился в Рим для продолжения богословского обучения. Через 6 лет  стал доктором теологии и философии. 
Рукоположен в 1725 году в священники для служения во Львовской архиепархии. С 1726 г. служил при архиепископе львовском.
Избранный среди 4-х кандидатов, 11 февраля 1737 г. стал епископом-коадъютором львовской Архиепархии армянской католической церкви с правом наследования.
В 1741 г. как суффраган львовский совершил обряд освящения алтаря св. Юрия в приходском костёле Успения Богородица в Надворной.   20 июня 1753 провёл каноническую визитацию прихода в Тысменице.
После смерти Архиепископа Яна Тобиаша Августиновича в 1751 г. назначен Святым Престолом архиепископом латинским львовским армянского обряда.
Будучи главой вверенной ему Архиепархии, пытался урегулировать, сперва с польскими, а затем, австрийскими властями финансовые вопросы архиепископства. Посетил армян в Российской империи. В 1764 году он освятил камень, заложенный в фундамент церкви пиаристов во Львове. 
После большого львовского пожара 1778 года, во время которого сгорел весь армянский район во Львове, за счёт собственных средств реконструировал архиепископский дворец, жильё священников, соборную башню армянского кафедрального собора, архив, армянский бенедиктинский монастырь и госпиталь. В 1782 году в польско-армянской церкви ввёл григорианский календарь.
Умер в возрасте 82 лет 11 января 1783 года во Львове. Был последним армянским архиепископом, похороненным в подвалах армянского кафедрального собора (его преемники с тех пор похоронились уже только на Лычаковском кладбище).